# Pascal III
Pour les articles homonymes, voir Pascal.
Pascal III, de son vrai nom Guido da Crema, né à Crema en Lombardie vers 1100, et mort à Rome le 20 septembre 1168, a été antipape de 1164 à 1168.

## Biographie
Alors que le schisme apparu avec Victor IV semblait résolu avec sa mort, Rainald de Dassel, le représentant de Frédéric Barberousse en Italie, fait élire un nouveau pape sous le nom de Pascal III, le 22 avril 1164, à Lucques. Il est consacré par Henri II de Leez le 26. Cette élection aggrave encore le schisme et entraîne en plus une opposition des villes du nord de l'Italie à Frédéric Barberousse, qui formeront plus tard la Ligue lombarde.
En 1165, il canonise Charlemagne, à la demande de l'empereur. Cette canonisation ne sera jamais reconnue par l'Église.
Puis il s'installe à Rome lorsque Barberousse prend la ville en juillet 1167, forçant Alexandre III à fuir. Cette même année il couronne Frédéric et l'impératrice à Saint-Pierre.
Il reste à Rome jusqu'à sa mort le 20 septembre 1168.
Malgré les négociations ouvertes entre Frédéric Barberousse et Alexandre III, l'antipape Calixte III sera élu comme son successeur.
En 1179, le troisième concile du Latran révoqua toutes les décisions de Pascal III.